# سانران
سانران (انگلیسی: Sunrun) شرکت انرژی آمریکایی است، که در سال ۲۰۰۷ تأسیس شد.